# Жером Тион
Жером Тион (фр. Jérôme Thion; 2. децембар 1977) бивши је професионални рагбиста и некадашњи капитен рагби репрезентације Француске.

## Каријера
Био је велика радилица у другој линији мелеа. Тренирао је и кошарку, али се определио за рагби. 

### Клупска каријера
Играо је за Расинг де Метро и Монтферанд, пре преласка у Перпињан, са којим је изгубио финале купа европских шампиона 2003. У каријери је најдуже играо за Олимпик Биариц са којим је освајао титуле првака Француске и европски челинџ куп. Са Биарицом је изгубио два финала купа европских шампиона. Постигао је 4 есеја за Биариц и одиграо чак 243 утакмице. 

### Репрезентација Француске
У дресу Француске је дебитовао у тест мечу против Аргентине 14. јуна 2003. Био је део селекције Француске на два светска првенства (2003, 2007). Предводио је као капитен "галске петлове" у тест мечевима против Румуније, Новог Зеланда, Аустралије, Јужне Африке, Тонге, Канаде и Енглеске 2005. Са Француском је два пута освајао титулу првака Старог континента. 

## Успеси
Титула првака Француске са Биарицом 2005, 2006.
Челинџ куп са Биарицом 2012.
Куп шест нација са Француском 2006, 2007.